# Guntapon Keereeleang
Guntapon Keereeleang (thailändisch กัณตภณ คีรีแลง; * 22. Januar 2001), auch als Shell bekannt, ist ein thailändischer Fußballspieler.

## Karriere

### Verein
Guntapon Keereeleang spielte von 2016 bis 2018 für den Bangkok Christian College FC und wechselte anschließend in die U-23-Mannschaft des Erstligisten Bangkok United, die in der Thai League 4 der Bangkok Metropolitan Region antrat. Mit dem Klub feierte er 2018 die Vizemeisterschaft der Region. 2019 wechselte er in die Profimannschaft, die in der ersten Liga spielte. Im ersten Jahr kam er auf drei Einsätze und erzielte dabei einen Treffer bei 4:0-Sieg über PTT Rayong FC, doch weitere Partien folgten anschließend nicht mehr. Zur Rückrunde der Saison 2021/22 wechselte er dann auf Leihbasis zum Zweitligisten Muangkan United FC. Für den Zweitligisten aus Kanchanaburi bestritt er 13 Ligaspiele. Nach der Ausleihe kehrte er zu Bangkok United zurück. Zwei Monate später lieh ihn der Drittligist Samut Prakan FC aus. Mit dem Verein aus Samut Prakan spielte er neunmal in der Bangkok Metropolitan Region der Liga. Die Saison 2023/24 wurde er an den Zweitligisten Ayutthaya United FC ausgeliehen. Nach 18 Zweitligaspielen, in denen er fünf Treffer erzielte, kehrte er im Januar 2024 nach der Ausleihe zu Bangkok United zurück. Nach der Hinrunde 2024/25, in der er vier Ligaspiele für Bangkok United bestritt, wechselte er im Dezember 2024 auf Leihbasis zum ebenfalls in der ersten Liga spielenden Rayong FC.

### Nationalmannschaft
Guntapon Keereeleang spielt seit 2024 für die thailändische U23-Nationalmannschaft.

## Erfolge
Bangkok United U23
- Thai League 4 – Bangkok Metropolitan Region: 2018 (Vizemeister)

Bangkok United
- Thailändischer Vizemeister: 2023/24